# 今井俊満
今井 俊満（いまい としみつ、1928年5月6日 - 2002年3月3日）は、日本の画家。アンフォルメルの画家として、日本とパリを拠点に活動した。息子の今井アレクサンドル、今井龍満（りゅうま）も画家。

## 人物

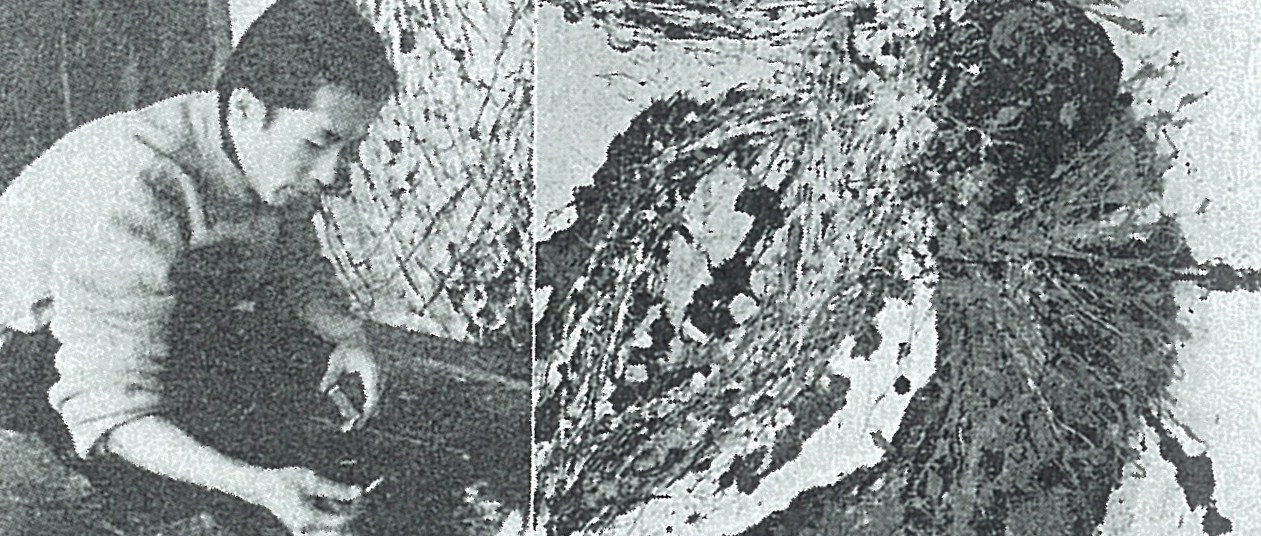
製作中の今井

父俊雄と母綾野の次男。京都市に生まれ、幼い時に大阪市の船場安土町に転居。大阪市立船場尋常小学校を卒業すると、1941年に上京して旧制武蔵高等学校尋常科に入学した。武蔵高校在学中から絵を描き始め、荻太郎、梅原龍三郎、安井曾太郎などに師事。1948年に武蔵高校を卒業した。
高校卒業後の1948年10月には第12回新制作派協会展で入賞。1950年には東京藝術大学美術学部油絵科で1年間派遣学生として学び、1952年にはフランスに私費留学し、ソルボンヌ大学文学部に学ぶ。サム・フランシスやミシェル・タピエを知り、自身もアンフォルメル運動に参加した。1956年に日本橋・高島屋で開催された「世界・今日の美術展」の際には、アンフォルメル作品の出品を斡旋。日本で初めて本格的にアンフォルメルを紹介した展覧会であり、ジョルジュ・マチウ（英語: Georges Mathieu）、タピエ、フランシスらが日本を訪れている。
1962年、現代日本美術展優秀賞受賞、1979年、紺綬褒章受章。1983年にはフランスの芸術文化勲章オフィシエ受章。1995年にはレジオン・ド・ヌール勲章シュバリエ受章。1997年にはフランス芸術文化勲章コマンドール受章。1998年には文部大臣表彰。
1992年、急性骨髄性白血病を発症するものの、精力的な創作活動を続けた。2000年、末期がんで余命数ヶ月と告知され、同年12月、東京・銀座のギャラリーGANで「サヨナラ展」を開催。2002年3月3日、膀胱癌のために東京都中央区の国立がんセンター中央病院で死去。

## 個展
- 「IMAI サヨナラ展」 - 2000年12月1日〜27日、ギャラリーGAN（東京・銀座）
- 「フィナーレ」ペインティング･パフォーマンス - 2000年12月17日、コシノジュンコ･ブティック（東京・南青山骨董通り）

## 作品
- 「馬」1955年、大原美術館所蔵
- 「東方の光」1958年、滋賀県立近代美術館所蔵
- 「騎士」1961年、兵庫県立近代美術館所蔵
- 「波の記録」1962年、大原美術館所蔵
- 「国立国際美術館」1976年、国立国際美術館所蔵
- 「春霞」1983年、国立国際美術館所蔵
- 「秋草図」1988年、光ミュージアム所蔵
- 「桜図」1992年、勝山城博物館所蔵
- 「夏図」1992年、勝山城博物館所蔵
- 「武蔵野図」1992年、勝山城博物館所蔵
- 「竜田川図」1992年、勝山城博物館所蔵
- 「冬図」1992年、勝山城博物館所蔵
- 「波濤図(ヴェネツィア讃歌)」1994年、東京国立近代美術館所蔵

1992年には新千歳空港に12メートルの壁画を作成したが、2014年4月現在一般人が立ち入れない区域にあり観ることはできない。

## 書籍
- 『花鳥風月』（画集）　美術出版社、1985年　ISBN 9784568170238
- 『今井俊満の真実』（最後の口述筆記を所収した総合伝記）　堀川浩之編、藝術出版社、2003年　ISBN 9784434038518